# Vortioxetina
A vortioxetina é um medicamento antidepressivo multimodal utilizado para o tratamento do transtorno depressivo maior em adultos, geralmente quando outros medicamentos antidepressivos não tenham eficácia satisfatória. Seu metabolismo é realizado pelas enzimas do citocromo P450 e pela Glucuronosiltransferase. A vortioxetina tem um perfil farmacocinético favorável com exposição proporcional à dose e linear, biodisponibilidade oral moderada, ampla distribuição tecidual e meia-vida de eliminação longa. Esse medicamento possui os nomes comerciais de Brintellix, Vurtuoso, Voextor, Evortia ou Vognus.

## Mecanismo de ação
O mecanismo de ação da vortioxetina está relacionado à modulação direta da atividade de receptores serotoninérgicos e à inibição do transportador de serotonina (5-HT). A vortioxetina atua como um agonista do receptor 5-HT1A, 5-HT3, 5-HT7 e antagonista do receptor 5-HT1D, agonista parcial do receptor 5-HT1B,e inibidor do transportador 5-HT. Alguns estudos pré-clínicos sugerem que a vortioxetina pode exercer sua atividade antidepressiva através da modulação da neurotransmissão em múltiplos sistemas, incluindo serotonina, norepinefrina, sistemas de dopamina, acetilcolina, histamina e glutamato. O uso de agonista do receptor 5-HT1A  está associado à atividade antidepressiva. O antagonismo contra o receptor 5-HT7 pode promover o efeito antidepressivo da droga que ocorre inibindo a recaptação da serotonina. O receptor 5-HT1B aumenta a concentração de serotonina no córtex pré-frontal, enquanto os agonistas do receptor 5-HT1B aumentam a taxa de disparo dos neurônios serotoninérgicos nos núcleos da rafe.

### Farmacocinética
A vortioxetina apresenta baixos níveis de toxicidade e, devido ao seu metabolismo intensivo no fígado e forte ligação às proteínas plasmáticas, a vortioxetina apresenta baixo potencial para causar interações farmacocinéticas e medicamentosas. A  vortioxetina  é  lentamente  e  bem  absorvida  após  a  administração  oral  e  o  pico  da  concentração  plasmática  é  alcançado dentro de 7 a 11 horas. Após múltiplas doses de 5, 10, ou 20 mg/dia, valores médios de concentração máxima de 9 a 33 mg/mL. A  biodisponibilidade  absoluta  é  de  75%.  Nenhum  efeito  dos  alimentos  sobre  a  farmacocinética é relatado.
A vortioxetina é metabolizada através da oxidação das enzimas do citocromo P450 (CYP) e pela Glucuronosiltransferase. As enzimas do citocromo P450 que degradam o composto original incluem CYP2D6, CYP3A4 / 5, CYP2A6, CYP2C9 e CYP2C19, com CYP2D6 sendo a enzima primária. A vortioxetina é quase totalmente eliminada pelo fígado, e com baixos níveis de eliminação pela urina e nas fezes.O principal metabólito da vortioxetina é farmacologicamente inativo.

#### Efeitos adversos
Os efeitos adversos mais comuns da vortioxetina são:
- Náuseas
- Vômito
- Diarreia
- Boca seca
- Hiponatremia
- Dores de cabeça[18]